# Formica pallipes
Formica pallipes är en myrart som beskrevs av Pierre André Latreille 1787. Formica pallipes ingår i släktet Formica och familjen myror. Inga underarter finns listade i Catalogue of Life.